# 曲直瀬正琳
曲直瀬 正琳（まなせ まさよし、しょうりん）は安土桃山時代、江戸時代初期の医者。曲直瀬道三に入門し、医術を認められて家名を継いだ。豊臣氏に仕え、正親町上皇、豪姫、後陽成上皇等の病を治した。その後、徳川家康に従い江戸に移り、江戸幕府奥医師養安院家の始祖となった。

## 生涯
美濃国の一柳氏の一族で、一柳宣高の末孫である恕心の子という。天正4年（1576年）曲直瀬道三に入門、天正10年（1582年）剃髪し、養庵と号した。
天正12年（1584年）豊臣秀吉に謁見し、豊臣秀次に仕え、文禄元年（1592年）1月、秀次より近江国内250石を賜った。また、文禄元年（1592年）正親町上皇の病気に対し、薬を献上し、快復したため、12月28日法印に叙せられ、天皇の命で養庵を養安と改めた。養安の字は『荀子』による。文禄4年（1595年）、秀吉の命で宇喜多秀家室豪姫を治療し、褒賞として、朝鮮出兵で得た書籍や備州信家作小刀を賜った。
慶長5年（1600年）4月26日、後陽成上皇を治療し、院号を許された。慶長8年（1603年）正琳庵、後の玉林院を創建した。
慶長10年（1605年）、徳川家康に従い駿府、江戸に移り、慶長13年（1608年）より今大路親清、半井成信、施薬院宗伯と共に半年毎の輪番での江戸勤番となった。徳川秀忠御番を勤めた後、致仕し、慶長16年（1611年）8月9日死去し、京都正琳院に葬られた。

## 親族
- 父：一柳恕心
- 妻：曲直瀬玄朔女
  - 男子：紹松 - 夭逝[1]
  - 男子：曲直瀬正円
  - 女子：沼津氏妻[1]